# Gleditsia assamica
Gleditsia assamica — вид квіткових рослин з родини бобових (Fabaceae). Поширення: Індія (Аруначал-Прадеш, Ассам).

## Середовище
Вид зустрічається на відкритих місцях у вічнозелених лісах.

## Загрози й охорона
Посягання на сільське господарство призвело до скорочення середовища проживання виду. 